# Chapelle Notre-Dame-de-la-Médaille-miraculeuse

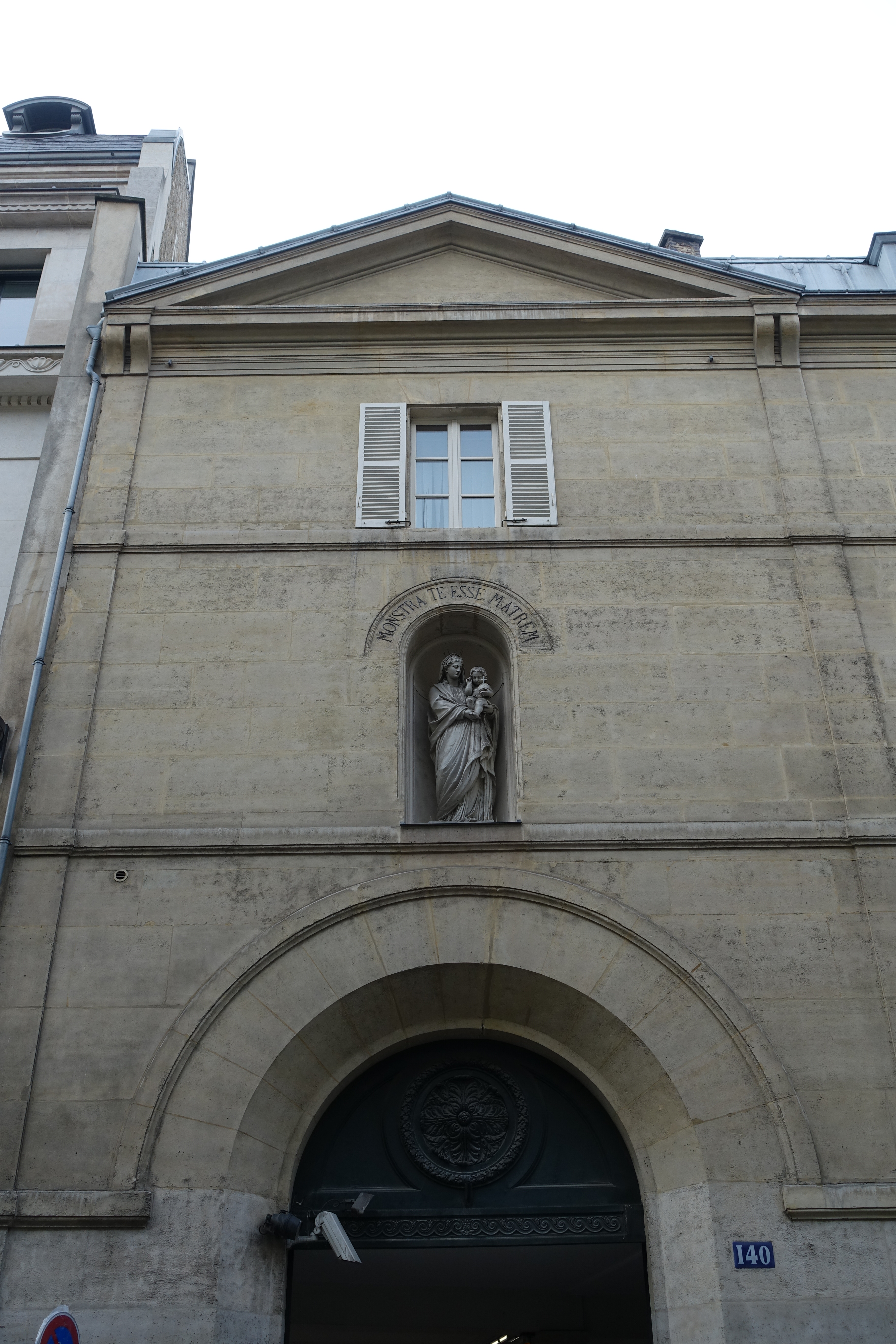
Notre-Dame-de-la-Médaille-miraculeuse

Die Chapelle Notre-Dame-de-la-Médaille-miraculeuse in Paris ist eine Unserer Lieben Frau von der Wundertätigen Medaille geweihte römisch-katholische Kapelle. Sie befindet sich in der Rue du Bac im 7. Arrondissement von Paris. Hier sollen sich dem Vernehmen nach Marienerscheinungen zugetragen haben, die als Apparitions mariales de la rue du Bac bekannt sind.

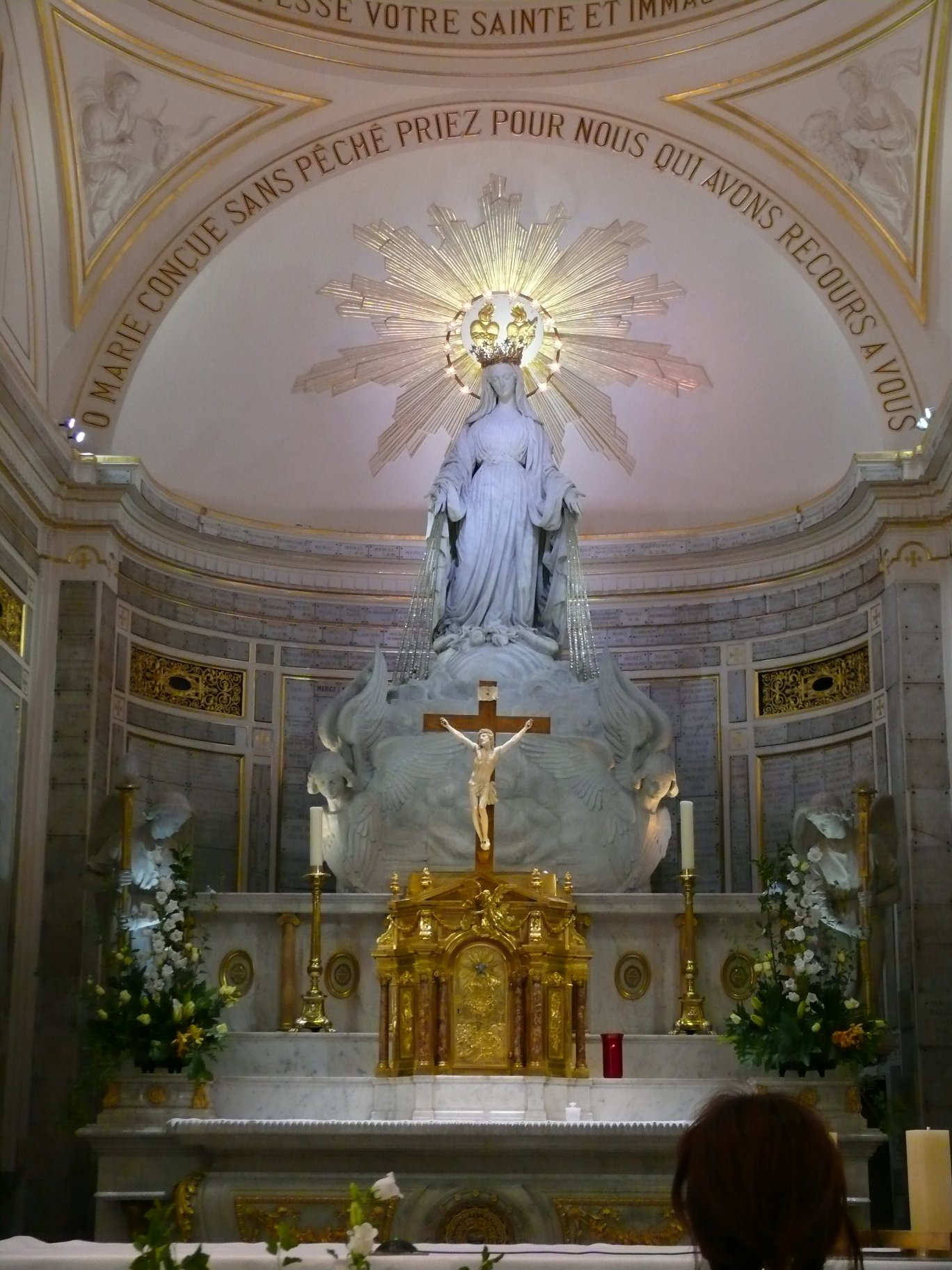
Apsis mit Altarretabel

## Geschichte

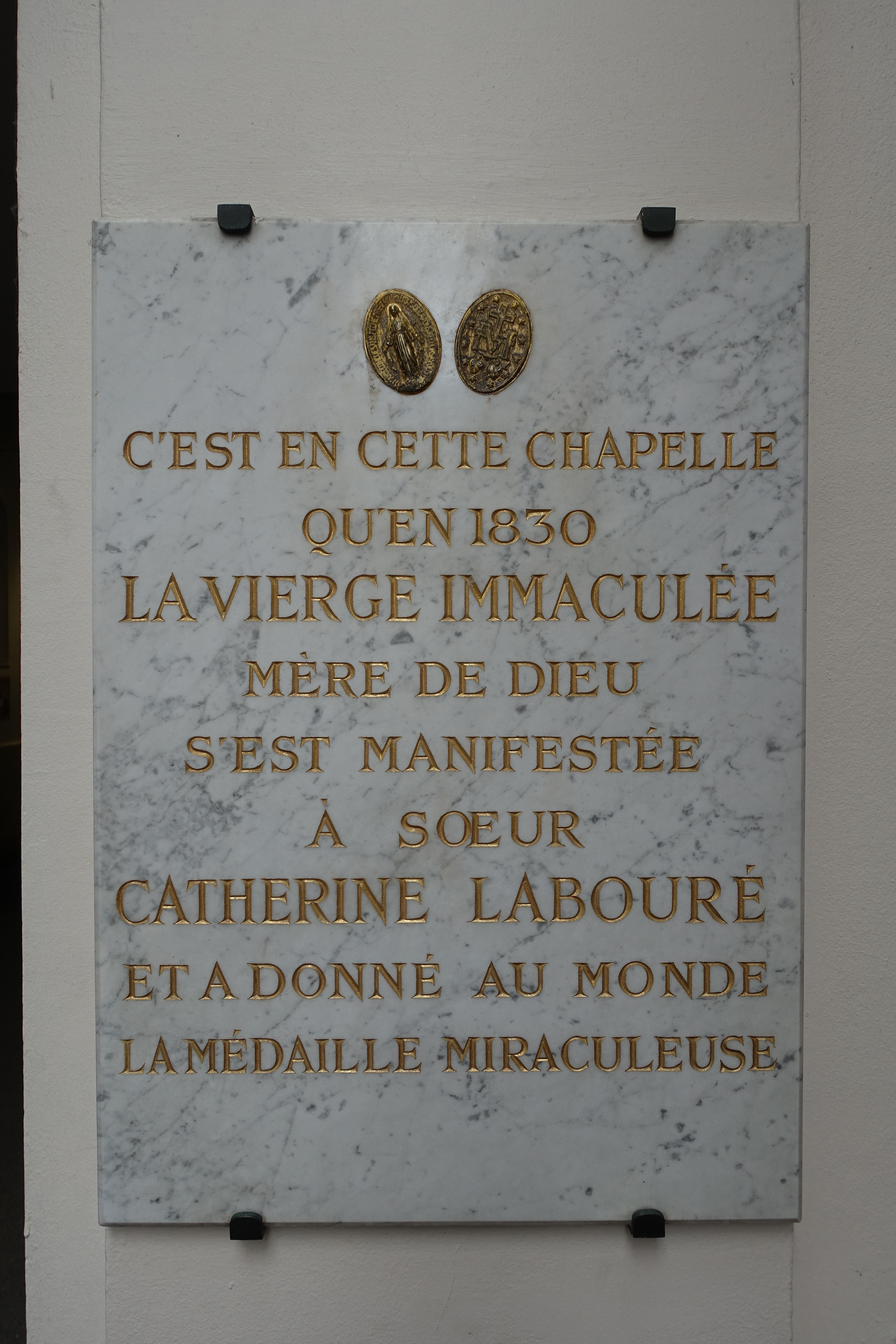
Gedenktafel mit der Inschrift: „In dieser Kapelle war es 1830, dass die Unbefleckte Jungfrau, die Mutter Gottes, sich der Schwester Catherine Labouré gezeigt hat und der Welt die Wundertätige Medaille gab.“

In dieser Kapelle hatte die später durch Papst Pius XII. heiliggesprochene Vinzentinerin Sr. Catherine Labouré (1806–1876) am 27. November 1830 eine Erscheinung der Jungfrau Maria, die sie über die Wundertätige Medaille (Médaille miraculeuse) belehrt habe.
Die Stätte ist ein herausragender Ort des Gebetes und der Marienwallfahrt, der von vielen Gläubigen aus der ganzen Welt aufgesucht wird. Papst Johannes Paul II. betete dort bei seinem Frankreich-Besuch 1980.

## Gebet der hl. Catherine Labouré
Das Gebet der hl. Catherine Labouré (Prière de Sainte Catherine Labouré) lautet:
| Lorsque je vais à la chapelle, Je me mets là devant le Bon Dieu et je lui dis: «Seigneur, me voici, donnez-moi ce que vous voulez». S’Il me donne quelque chose, Je suis bien contente et je Le remercie. S’Il ne me donne rien, je Le remercie encore Parce que je n’en mérite pas davantage. Et puis je lui dis alors tout ce qui me vient dans l’esprit: Je lui raconte mes peines et les joies et j’écoute. Si vous L’écoutez, Il vous parlera aussi, Car avec le Bon Dieu, Il faut dire et écouter, Il parle toujours quand on y va bonnement et simplement. | Wenn ich in die Kapelle gehe, stelle ich mich dort vor den Lieben Gott hin und sage Ihm: Herr, hier bin ich, gib mir, was Du willst! Wenn Er mir dann etwas gibt, bin ich zufrieden und ich danke Ihm. Lässt Er mich leer ausgehen, danke ich Ihm auch, denn ich verdiene ja nicht mehr. Und dann sage ich Ihm alles, was mir in den Sinn kommt: Ich erzähle Ihm von meinen Sorgen und Freuden und ich höre zu. Wenn du Ihm zuhörst, wird Er auch zu dir sprechen, Denn mit dem Lieben Gott, muss man sprechen und Ihm zuhören, Er spricht immer, wenn man dort aufrichtig und schlicht hingeht. |

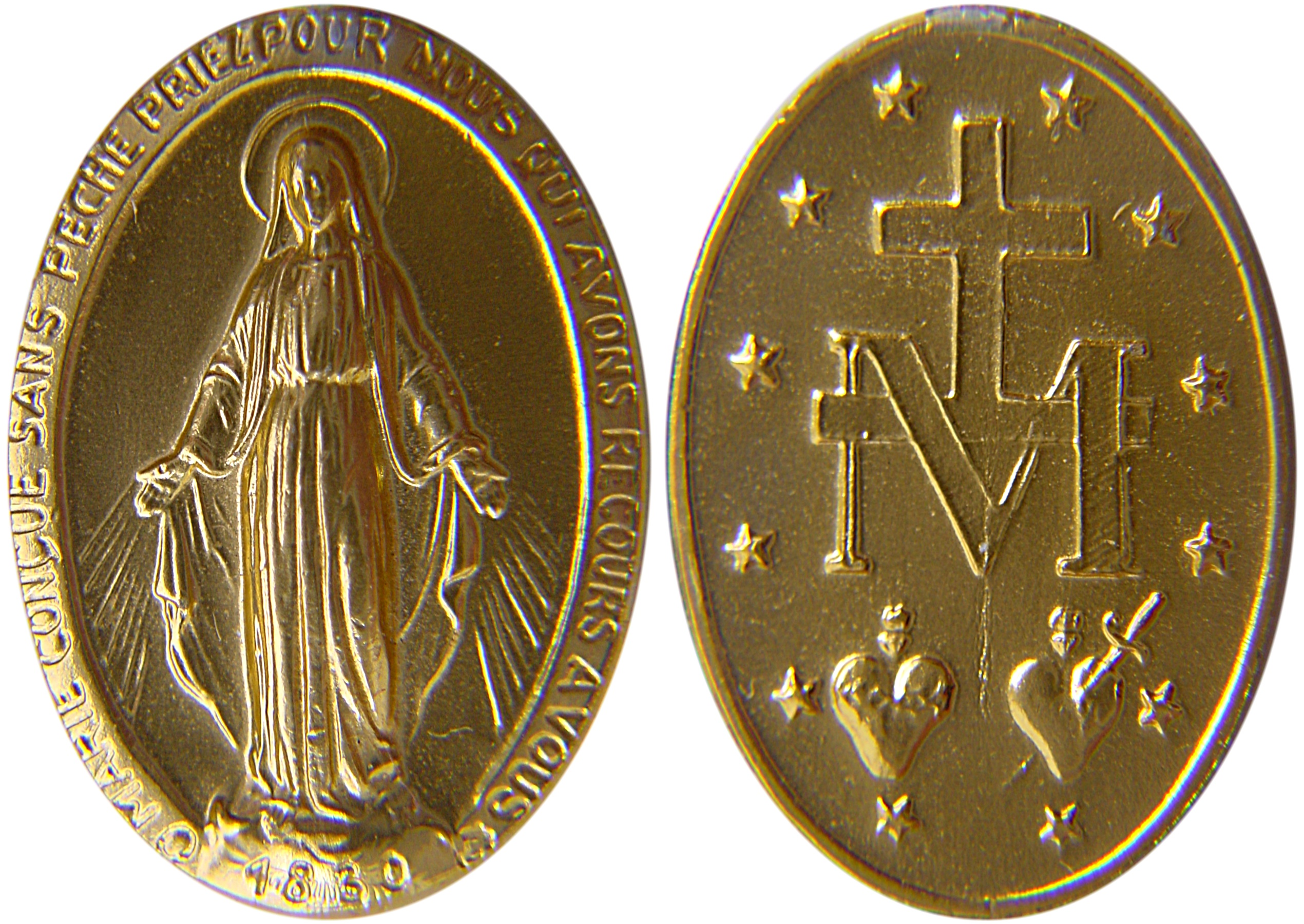
Ô Marie, conçue sans péché, priez pour nous qui avons recours à vous („O Maria, ohne Sünde empfangen, bitte für uns, die wir unsere Zuflucht zu dir nehmen“) 1830 – Vorder- und Rückseite der Wundertätigen Medaille (Médaille miraculeuse) in der Ausführung von Adrien Vachette